# 中国民主党 (1943年)
中国民主党是中华民国的政党，1943年8月在重庆成立，1946年9月总部迁至南京。中国民主党的目标是推进民有民治民享的新中国，办大华通讯社，出版《民生导报》。负责人刘曼华，中央总部秘书长侯野君。